# Groupe motopompe
Un groupe motopompe est un ensemble composé d'un moteur électrique ou thermique entraînant une pompe hydraulique. Cet ensemble peut être fixe ou mobile (sur remorque ou sur camion). Il comprend souvent des équipements électroniques ou mécaniques pour la régulation de la pression, du débit ou d'autres paramètres.

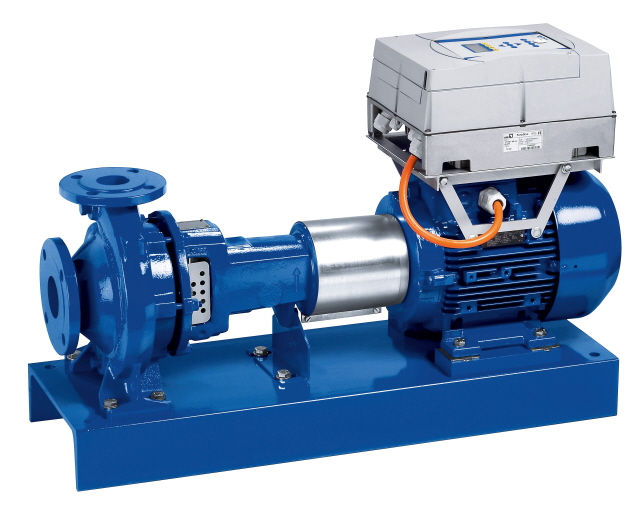
Petit groupe motopompe.
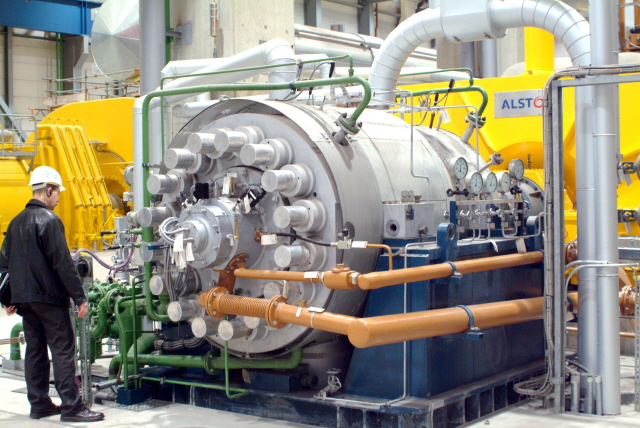
Plus puissant groupe motopompe au monde, pour la production de vapeur dans une centrale au charbon : 3 750 m3/h sous 360 bar, moteur de 42 MW.
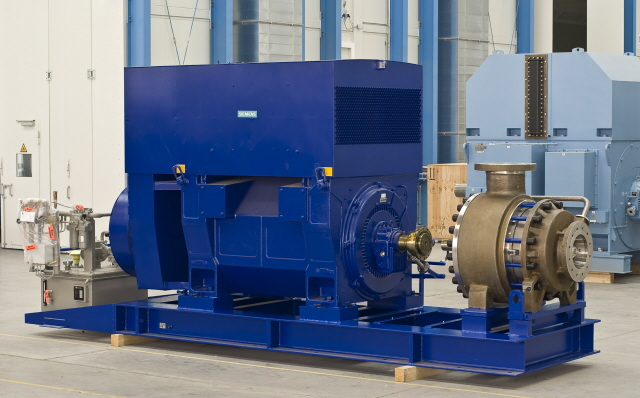
Groupe haute pression (60 bar).
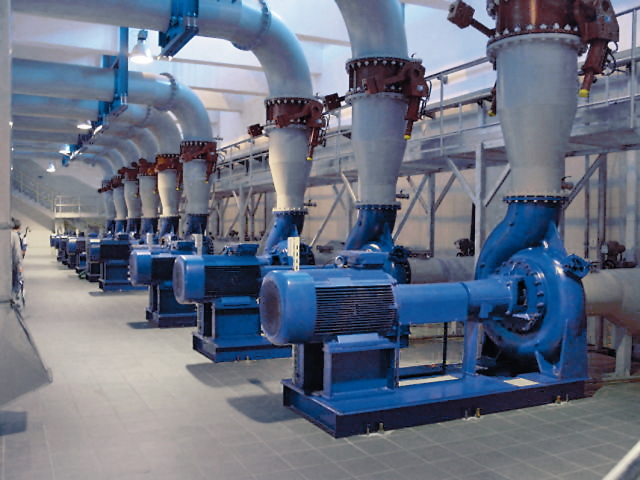
Groupes motopompes en parallèle.

Un modèle particulier de groupe motopompe est la motopompe utilisée par les sapeurs-pompiers. Il s'agit d'une pompe centrifuge entraînée par un moteur thermique ; l'ensemble se doit d'être particulièrement léger et transportable.